# Egipčani
Egipčani je naziv za domače egipčansko prebivalstvo. Čeprav po svoji veri in kulturi pripadajo arabskemu svetu, poreklo v glavnem izhaja od starih Egipčanov, prednikov današnjih Koptov.
V ožjem smislu pojem Egipčani označuje vse prebivalce države Egipt, med katerimi pa prevladujejo Arabci.
Po arabskem osvajanju ozemelj današnjega Egipta v sedmem stoletju, se je domorodno prebivalstvo hitro asimiliralo s priseljenimi Arabci, še posebej v severnih krajih; na skrajnjem jugu Egipta najdemo narod Nubijcev. Egipčani so najštevilčnejši arabski narod, saj štejejo okoli 80 milijonov. Okoli 90% je muslimanov, 10% pa koptov (kristjani).